# Leobordea
Genre
Synonymes
- Lotononis (DC.) Eckl. & Zeyh.[2]

Leobordea est un genre de plantes dicotylédones de la famille des Fabaceae, sous-famille des Faboideae, originaire de la péninsule Ibérique, d'Afrique et d'Asie occidentale, qui comprend une cinquantaine d'espèces acceptées.

## Liste d'espèces
Selon Plants of the World Online :
- Leobordea acuticarpa (B.-E.van Wyk) B.-E.van Wyk & Boatwr.
- Leobordea adpressa (N.E.Br.) B.-E.van Wyk & Boatwr.
- Leobordea anthylloides (Harv.) B.-E.van Wyk & Boatwr.
- Leobordea arida (Dümmer) B.-E.van Wyk & Boatwr.
- Leobordea benthamiana (Dümmer) B.-E.van Wyk & Boatwr.
- Leobordea bracteosa (B.-E.van Wyk) B.-E.van Wyk & Boatwr.
- Leobordea bullonii (Emb. & Maire) B.-E.van Wyk & Boatwr.
- Leobordea carinata (E.Mey.) B.-E.van Wyk & Boatwr.
- Leobordea corymbosa (E.Mey.) B.-E.van Wyk & Boatwr.
- Leobordea decumbens (B.-E.van Wyk) B.-E.van Wyk & Boatwr.
- Leobordea difformis (B.-E.van Wyk) B.-E.van Wyk & Boatwr.
- Leobordea digitata (Harv.) B.-E.van Wyk & Boatwr.
- Leobordea eriantha (Benth.) B.-E.van Wyk & Boatwr.
- Leobordea esterhuyseniana (B.-E.van Wyk) B.-E.van Wyk & Boatwr.
- Leobordea foliosa (Bolus) B.-E.van Wyk & Boatwr.
- Leobordea furcata (Merxm. & A.Schreib.) L.A.Silva & J.Freitas
- Leobordea globulosa (B.-E.van Wyk) B.-E.van Wyk & Boatwr.
- Leobordea grandis (Dümmer & A.J.Jenn.) B.-E.van Wyk & Boatwr.
- Leobordea lanata (Thunb.) B.-E.van Wyk & Boatwr.
- Leobordea lanceolata (E.Mey.) B.-E.van Wyk & Boatwr.
- Leobordea laticeps (B.-E.van Wyk) B.-E.van Wyk & Boatwr.
- Leobordea longicephala (B.-E.van Wyk) B.-E.van Wyk & Boatwr.
- Leobordea longiflora (Bolus) B.-E.van Wyk & Boatwr.
- Leobordea lupinifolia Boiss.
- Leobordea magnifica (B.-E.van Wyk) B.-E.van Wyk & Boatwr.
- Leobordea maroccana (Ball) B.-E.van Wyk & Boatwr.
- Leobordea mirabilis (Dinter) B.-E.van Wyk & Boatwr.
- Leobordea mollis (E.Mey.) B.-E.van Wyk & Boatwr.
- Leobordea mucronata (Conrath) B.-E.van Wyk & Boatwr.
- Leobordea newtonii (Dümmer) B.-E.van Wyk & Boatwr.
- Leobordea oligocephala (B.-E.van Wyk) B.-E.van Wyk & Boatwr.
- Leobordea pariflora (N.E.Br.) B.-E.van Wyk & Boatwr.
- Leobordea pentaphylla (E.Mey.) B.-E.van Wyk & Boatwr.
- Leobordea platycarpa (Viv.) B.-E.van Wyk & Boatwr.
- Leobordea plicata (B.-E.van Wyk) B.-E.van Wyk & Boatwr.
- Leobordea polycephala (E.Mey.) B.-E.van Wyk & Boatwr.
- Leobordea procumbens (Bolus) B.-E.van Wyk & Boatwr.
- Leobordea pulchra (Dümmer) B.-E.van Wyk & Boatwr.
- Leobordea pusilla (Dümmer) B.-E.van Wyk & Boatwr.
- Leobordea quinata (E.Mey.) B.-E.van Wyk & Boatwr.
- Leobordea rosea (Dümmer) L.A.Silva & J.Freitas
- Leobordea schoenfelderi (Dinter ex Merxm. & A.Schreib.) B.-E.van Wyk & Boatwr.
- Leobordea spicata (Compton) B.-E.van Wyk & Boatwr.
- Leobordea stipulosa (Baker f.) B.-E.van Wyk & Boatwr.
- Leobordea stolzii (Harms) B.-E.van Wyk & Boatwr.
- Leobordea sutherlandii (Dümmer) B.-E.van Wyk & Boatwr.
- Leobordea tapetiformis (Emb. & Maire) B.-E.van Wyk & Boatwr.